# Humberto Antonio Lagiglia
Humberto Antonio Lagiglia (San Rafael, Mendoza, 13 de junio de 1938 - ibíd., 16 de marzo de 2009) fue un destacado antropólogo, arqueólogo y naturalista argentino.

## Biografía

### Comienzos
Humberto A. Lagiglia nació el 13 de junio de 1938 en la ciudad de San Rafael, Provincia de Mendoza, en el centro-oeste de la República Argentina.
El 26 de febrero de 1955 creó, con sus compañeros de la escuela secundaria, el Instituto de Ciencias Naturales de San Rafael, que daría origen más tarde al Museo Municipal de Historia Natural de San Rafael, como organismo no gubernamental, hasta su oficialización en 1973. 
Luego, viajó a la ciudad de La Plata, donde comenzó sus estudios universitarios en la Facultad de Química y Farmacia de la Universidad Nacional de La Plata;  pero sus intereses lo llevaron a proseguir en la facultad de Ciencias Naturales y Museo de la misma Universidad. En ella recibió el título de Licenciado en Antropología, con orientación en Arqueología, en 1973.
Posteriormente, en 1977, obtuvo el título de Doctor en Ciencias Naturales con orientación antropológica, bajo la dirección de Eduardo Mario Cigliano.

### Trayectoria científica
Su actividad académica empezó en la cátedra de Botánica de la Facultad de Química y Farmacia de la Universidad Nacional de La Plata, como auxiliar docente (1963-1966); luego fue profesor adscripto a la cátedra de técnicas de la investigación astrológica, de la Facultad de Ciencias Naturales y Museo, de la misma Universidad (1968 -1970).
Fue muy importante su teorización de la Región Centro Oeste para la historiografía arqueológica sudamericana, y junto a Alberto Rex González promovió la creación del Registro Nacional de Radiocarbono, método de datación científica aplicado a los hallazgos en sitios arqueológicos para establecer cronologías absolutas en el registro de los mismos.
Posteriormente, volvió a San Rafael y se desempeñó en numerosas cátedras, en dos profesorados terciarios de la zona y en escuelas secundarias. Pero, durante 1977, el dogmatismo y la persecución ideológica de la Dictadura Militar Argentina (1976-1983) - denominada Proceso de Reorganización Nacional - llegaron a San Rafael, y el Dr. Lagiglia fue cesanteado, por esa dictadura, de sus funciones docentes; pero continuó su fecunda tarea desde el Museo Municipal de Historia Natural de San Rafael. Durante su desempeño como Director de esta institución - por más de treinta y cinco años - se realizaron numerosas campañas de investigación científica - especialmente, sobre la prehistoria de San Rafael -; y se formaron importantes colecciones de arqueología, mineralogía, paleontología, botánica, zoología, bibliografía, etc., que se hallan depositadas en el citado museo. Entre sus descubrimientos más importantes, se puede mencionar un párvulo indígena momificado, con su ajuar; y una lanzadera - arma primitiva utilizada por los aborígenes para lanzar flechas -  en perfecto estado de  conservación. Ambos se encuentran en el repositorio del Museo Municipal de Historia Natural de San Rafael.
Su prolífica labor científica se concretó en más de 600 publicaciones, algunas de las cuales se consignan seguidamente.
Sus trabajos en datación por radiocarbono en restos arqueológicos y estudios de paleoclima, a través del polen en columnas estratigràficas, fueron pioneros para el desarrollo científico de la arqueología sudamericana.
Fue muy reconocido a nivel de la arqueología histórica, por sus trabajos para ubicar, excavar y poner en valor el Fuerte San Rafael del Diamante, fortín colonial de la línea de fronteras del sur de la provincia de Mendoza, con lo que impulsó trabajos de otros colegas en especialidades de la Historia Colonial de Mendoza.
Con el reinicio de la democracia, la Universidad Nacional de Cuyo reconoció su trascendente y comprometida trayectoria científica, y lo designó Profesor Extraordinario y Asesor del Rectorado (1987). En esa Universidad, desarrolló sus aportes científicos como profesor por concurso de la cátedra de Arqueologìa Prehistórica, de la carrera de Historia de la misma Universidad.
El Dr. Lagiglia, luego de una dilatada y prolífica actividad como investigador, docente y naturalista, falleció en su ciudad natal, el 16 de marzo de 2009.
En el año 2012, Diario Los Andes hizo una valoración de las tareas de investigación arqueológica del Dr. Lagiglia, especialmente en La Gruta del Indio.
En el año 2013, el investigador del CONICET, Dr. Fernando J. Fernández descubrió un espécimen conservado desde 1955 en las colecciones del Museo Municipal de Historia Natural de San Rafael, Mendoza. El estudio, publicado en la revista científica Journal of  Mammalogy, se realizó sobre la base de un ejemplar que un pescador, 58 años antes, llevó al Museo Municipal de Historia Natural. Humberto Lagiglia, en esa época director y fundador de la institución, lo preparó y la pieza es conservada hasta la actualidad. Es por eso que, como homenaje al Dr. Lagiglia, la nueva especie fue denominada "Holochilus lagigliai”. Al trabajo se le suma también el estudio de tres mandíbulas del Holoceno,de los últimos 10.000 años de la historia de la Tierra  - también descubiertas por el Dr. Lagiglia en la Gruta del Indio - un importante sitio arqueológico y paleontológico ubicado en cercanías de San Rafael, Mendoza - que, tras posteriores estudios, fueron catalogadas como pertenecientes a una nueva especie de mamífero roedor.
Durante el año 2023 la familia dispone donar todo el acervo documental conservado para uso y consulta en la Universidad Nacional de Cuyo, donde se elabora un registro digital de todas sus publicaciones como autor en la denominada Colección Digital del Fondo Documental Dr. Humberto Lagiglia, a preservar sus testimonios materiales en el fondo permanente del Centro de Documentación Histórica, SID.
Este mismo año, luego de una demorosa refacción de sus instalaciones, el Museo fue reabierto y oficializada la designación como Museo de Historia Natural de San Rafael Dr. Humberto Lagiglia como acertado reconocimiento a sus esfuerzos por dotar a su comunidad de una memoria patrimonial lo más integral posible.

## Honores

### Otras distinciones académicas y comunitarias
- • Secretario del Comité para Registro de Fechado de Radiocarbono de la República Argentina, desde 1968
- • Medalla de Plata con motivo de su Doctorado (1977)
- • Presidente y organizador del IV Congreso de Arqueología Argentina, (San Rafael, Mendoza, mayo 1976
- • Vicepresidente Honorario del VII Congreso Nacional de Arqueología Chilena (1977).
- • Académico de número de la Academia de Ciencias Sociales de Mendoza  (1988).
- • Medalla de Oro, con emblema del Museo, en el 35° Aniversario de la Institución que dirige.
- • Flor de Lis de Plata Scout, por su aporte a la cultura en Ciencias (1992).
- • Mención servicios distinguidos, Rotary Club de San Rafael, (Mendoza), 1994).
- • Medalla de Oro al Ciudadano Ilustre de San Rafael (Mendoza) 1994, del Honorable Concejo Deliberante, octubre de 1994. Presidente y organizador del IX Congreso de Arqueología Argentina, San Rafael (Mendoza), 1994.

## Algunas publicaciones
- Lagiglia, Humberto A.
- 1956. Una estatuilla arcaica lítica y su posible representación pictográfica. Revista Científica de Investigaciones del Museo de Historia Natural de San Rafael I (2-3-4): 45-49. San Rafael. Mendoza.
- 1962. Instrumento cortante de wolframita nuevo para la arqueología de Mendoza. Ciencia e Investigación 18 (3): 131-133. Buenos Aires.
- 1962-63. Una flauta de pan lítica nueva para la arqueología de Mendoza (Argentina). Anales de Arqueología y Etnología XVII-XVIII: 179-182. Mendoza.
- 1963. Presencia de Phaseolus vulgaris var. oblongus Alef. En las excavaciones arqueológicas del Rincón del Atuel, Departamento de San Rafael (Mendoza), Argentina. Revista Universitaria  XLVIII: 235-242. Universidad Católica de Chile. Santiago, Chile.
- 1968a. Secuencias culturales del Centro Oeste Argentino: Valles del Atuel y Diamante. Revista Científica de Investigaciones 1 (4): 159-174. San Rafael. Mendoza.
- 1968b. Plantas cultivadas en el área Centro-Andina y su vinculación cultural contextual. Apéndice al trabajo de Alberto Rex González y José A. Pérez “Una nota sobre etnobotánica del N.O. Argentino”. En: Actas y Memorias del XXXVII Congreso Internacional de Americanistas; II: 209-228. Buenos Aires.
- 1968c. Nuevos aportes a los fechados de radiocarbono de la Argentina». Journal de la Société des Américanistes 57 (1). p. 161-168.
- 1970a. Primer diagrama polínico de la estratigrafía arqueológica argentina. En: Actas y Trabajos del Primer Congreso de Arqueología Argentina; pp.: 163-167. Rosario.
- 1970b. Informe preliminar de las excavaciones arqueológicas del Atuel. En: Actas y Trabajos del 1.er. Congreso de Arqueología Argentina; pp.: 97-101.
- 1970c. Presencia del “Phaseolus vulgaris, var. Oblongus Alef.” En las excavaciones arqueológicas del Rincón del Atuel, Departamento de San Rafael (Mendoza), Argentina. Addenda et Corrigenda sobre el poroto prehispánico del Atuel. Notas del Museo 6. San Rafael. Mendoza.
- 1972. Prehistoria Sanrafaelina. Especial para EL COMERCIO. Diario El Comercio, San Rafael.
- 1974. Relaciones entre el Centro Oeste y Noroeste Argentino. Revista del Museo de Historia Natural de San Rafael 2(3): 103-118. San Rafael.
- 1976. Párvulo momificado del Atuel. Actas y Memorias del IV Congreso Nacional de Arqueología Argentina. Revista Museo de Historia Natural 3 (1/4): 159-181. San Rafael. Mendoza.
- 1977a. Arqueología y Ambiente Natural de los Valles del Atuel y Diamante. Tesis Doctoral. 2 Tomos. Facultad de Ciencias Naturales y Museo.Universidad Nacional de La Plata. La Plata.
- 1977b. Dinámica cultural en el Centro Oeste y sus relaciones con áreas aledañas argentinas y chilenas. Actas del VII Congreso de Arqueología Chilena; Tomo II: 531-560. Chile.
- 1980a. El proceso de agriculturización del Sur de Cuyo: La Cultura del Atuel II. En: Actas del V Congreso Nacional de Arqueología Argentina; I: 231-252. San Juan.
- 1980b. El precerámico final en el sur de Cuyo. En: Actas del V Congreso Nacional de Arqueología Argentina; I: 55-64. San Juan.
- 1980-1982. Nuevas estaciones del arte rupestre del sur del Atuel. En: Actas y Memorias del VII Congreso Nacional de Arqueología Argentina; pp.:107. San Luis.
- 1982. Problemática del precerámico y del proceso de agriculturización en el Centro Oeste Argentino. Boletín del Museo de Ciencias Naturales y Antropológicas "Juan Cornelio Moyano" 2: 73-93. Mendoza.
- 1987. Arqueología del Cerro Nevado (Mendoza). Primeros resultados. Resumen del IX Congreso Nacional de Arqueología Argentina; pp.: 87. Buenos Aires.
- 1988. Investigaciones arqueológicas en los valles del Salado y Las Leñas. En: Resumen del IX Congreso Nacional de Arqueología Argentina; pp.: 87. Buenos Aires.
- 1991. Acerca de los hallazgos indígenas de Cañada Seca. Boletín del Instituto de Ciencias Naturales, Museo de Historia Natural de San Rafael, N.º 22: pp. 3-4. San Rafael.
- 1994a. El Paleoindio del Atuel (una puesta al día). En: Actas y Memorias del XI Congreso Nacional de Arqueología Argentina; I: 29-30. San Rafael. Mendoza.
- 1994b. El contexto Arqueológico del cementerio Jaime Prats y su fechado C-14. En: Actas y Memorias del XI Congreso Nacional de Arqueología Argentina; II: 111-112. San Rafael. Mendoza.
- 1994c. Los petroglifos de Ponontrehue. En: Actas del IX Congreso Nacional de Arqueología Argentina; II: 91-93. San Rafael. Mendoza.
- 1997a. Arqueología prehistórica del Atuel y Diamante. Revista del Centro de Integración Territorial 2: 29-46. Mendoza
- 1997b. Arqueología de Cazadores-Recolectores Cordilleranos de Altura. Instituto de Ciencias Naturales. Ediciones Ciencia y Arte. San Rafael. Mendoza.
- 1999a. Nuevos fechados radiocarbónicos para los agricultores incipientes del Atuel. En: Cristina Diez Marín (Ed.) Actas del XII Congreso Nacional de Arqueología Argentina; III: 239-250. La Plata
- 1999b. Los Orígenes de la Agricultura en Argentina. Manuscrito. Departamento de Antropología. Museo Municipal de Historia Natural. San Rafael. Mendoza.
- 1999c. Estudios y excavaciones arqueológicas en Ponontrehue y en el área del Nevado (Mendoza). En: Resúmenes del XII Congreso Nacional de Arqueología Argentina; pp.: 327. Córdoba.
- 1999. Ocupaciones tempranas del Atuel (nuevos estudios en La Gruta del Indio). En: Cristina Diez Marín (Ed.) Actas del XII Congreso Nacional de Arqueología Argentina; III: 251-255. La Plata.
- 2008. Lagiglia y Hernadez. Aportes para una metodología teórica de la arqueobotánica. En: Arqueobotánica y Teoría Arqueológica. Discusiones desde el Sur. Sonia Archila, Marco Giovannetti y Verónica Lema (Comps.). Universidad de Los Andes. Facultad de Ciencias Sociales-Ceso. Departamento de Antropología. Ediciones Uniandes; pp.:167-179. Bogotá, Colombia.
- Arqueología histórica: la Guimbarda en la línea de Frontera. Notas del Museo de Historia Natural de San Rafael, N° 44, 34 p. 40 fig. San Rafael. 2000.
- El paleoindio del Atuel en Sudamérica (Síntesis de la Cronología Absoluta). Notas del Museo de Historia Natural de San Rafael, N.º 48. San Rafael. 2001.
- Orígenes de la Agricultura en la Argentina. Capítulo del Libro "Historia Argentina Prehispánica". Editores: Eduardo Berberian y  Axel Nielsen, t. I. pp. 41-81. Editorial Brujas. Córdoba. 2001.
- Problemática arqueológica de las culturas agroalfareras de Mendoza y rescate monumental patrimonial. Resúmenes de Investigaciones, XVII Jornadas de Investigación, pp. 263-264. Universidad Nacional de Cuyo. 2001. Mendoza
- El registro arqueobotánico en Agua de los Caballos - I (Sur de Mendoza). Resumen del XIV Congreso Nacional de Arqueología Argentina. pp. 328-329. 2001, Córdoba. Anales de Arqueología y Etnología, t. 54-55, pp.181 - 203. Mendoza (Coautoría Alicia Hernández y Adolfo Gil).
- Los tipos cerámicos en la Arqueología de Mendoza. Resumen del XIV Congreso Nacional de Arqueología Argentina, pp. 47-48.  Rosario.
- El Museo de Historia Natural de San Rafael, su estructura y función. Revista del Museo de Historia Natural de San Rafael, t. XXXI, N.º 1. pp. 1-48, con 39 fig. San Rafael. 2002.
- Arqueología Prehistórica del sur mendocino y sus relaciones con el Centro Oeste Argentino.  pp. 43-64. En: "Entre montañas y desiertos: arqueología del sur de Mendoza". Sociedad Argentina de Antropología (Eds. Gil, A. y Neme, G.). Buenos Aires 2002.
- "Pink, Pills for pale people in glass for export" en el registro arqueológico histórico de Mendoza. Notas del Museo de Historia Natural de San Rafael, Nº54, 14 p. más un apéndice de  2002.
- Estudios Integral  de la Cultura de Agrelo. Resúmenes de Investigaciones, XIX Jornadas de Investigación, p. 277. Universidad Nacional de Cuyo. 2004. Mendoza
- Arqueología y Arte Rupestre de Las Tinajas del sur de Mendoza. Serie Libros del Museo de Historia Natural, Nº6, 86 p. 67 fig. 2004.
- Nuevas perspectivas en el conocimiento del Paleoindio del Atuel. Resúmenes del XV Congreso Nacional de Arqueología Argentina,  Mesa de Comunicaciones. p. 331. Córdoba. 2004
- Síntesis integral de la Cultura de Agrelo en Mendoza. Resúmenes del XV  Congreso Nacional de Arqueología Argentina,  Mesa de Comunicaciones. p. 233. Córdoba. 2004.
- Indicadores arqueológicos de movilidad en el Centro Oeste Argentino y aledaños. Resúmenes del XV Congreso Nacional de Arqueología Argentina, Mesa de Comunicaciones. p. 332. Córdoba. 2004.
- Problemática del Tardío en el Centro Oeste Argentino. Simposio "Tardío, Contacto y Post contacto: Precisiones arqueológicas, documentales y conceptuales acerca de la población indígena de Cuyo y zonas vecinas entre los siglos XIII y XVIII. Resúmenes, p. 227. Córdoba. 2004
- San Rafael del Diamante. Reseña Histórica y geográfica. Revista del Museo de Historia Natural de San Rafael, t. XXXI, N.º 2, pp. 77-122. 8 lám. San Rafael. 2004
- La posible significación mágica del Arte Rupestre del Atuel. Notas del Museo de Historia Natural de San Rafael, N.º 55. San Rafael. 2004.
- Homenaje al Dr. Juan René Schobinger. Anales de Arqueología y Etnología, tomos 59-60. Mendoza. 2004-2005.
- La Cultura de la Aguada en Mendoza.  Anales de Arqueología y Etnología, tomos 59-60. Mendoza. 2004-2005.
- Bato Llolleo en la Arqueología de Mendoza. Anales de Arqueología y Etnología, UNCuyo, tomos 59-60. Mendoza. 2004-2005.
- Un recurso alimenticio prehistórico: la quínoa en Cuyo. (Chenopodium quinoa y especies afines de las Chenopodiáceas y  Amaranthaceas), Notas del Museo de Historia Natural de San Rafael, Nº56. San Rafael. 2005.  Excepcionales pipas de fumar de la arqueología de Mendoza y San Juan. Notas del Museo de Historia Natural de San Rafael, Nº57. San Rafael. 2005
- Exploraciones arqueológicas y ambientales en los altos Valles de Las Leñas y aledaños (pequeña guía de campo), III Taller Binacional Argentino Chileno; “Arqueología de la Cordillera de Los Andes 32°/40° Latitud Sur”, Notas del Museo de Historia Natural de San Rafael, N.º 58, pp. 36-40. San Rafael. 2005.
- Hornos de Tierra. Notas del Museo de Historia Natural de San Rafael N.º 59. San Rafael. 2005.
- ¿Dónde se fundó San Rafael? Solo repica una campana. Diario Los Andes, Sección "Escribe el lector", Mendoza. 22 de diciembre de 2005.
- Arqueología e Historia del Fuerte San Rafael del Diamante. Instituto de Ciencias Naturales de San Rafael. 2006
- Novedosa pipa de fumar del Atuel. Notas del Museo de Historia Natural de San Rafael N.º 61. San Rafael. 2006.
- Singular nariguera metálica de la arqueología del norte de Mendoza. Notas del Museo de Historia Natural de San Rafael N.º 59. San Rafael. 2006.
- Ximenia americana L. Un recurso alimenticio del registro arqueológico. Coautoría con A. Hernández, Revista del Museo de Historia Natural de San Rafael, t. XXXII (1), pp. 43-70. San Rafael. 2006.
- Enterratorio con cestería en espiral y metales del Atuel, Notas del Museo de Historia Natural de San Rafael N.º 62. San Rafael. 2006.
- Una pieza cerámica que es vestigio de antiguas poblaciones del Sur. Suplemento Cultura, Diario Los Andes, Mendoza. 19 de marzo de 2006.
- Excepcional pieza arqueológica descubierta en el Sur. Revista La Ventana, Mendoza, 2006.
- Parque Arqueológico y Natural del ATUEL. Sitios prehistóricos del Atuel Medio: Gruta del Indio y aledaños. (Pre print del proyecto) s/fecha. San Rafael.
- Heladeros y heladerías en el San Rafael antiguo. (Pre print con correcciones originales.) s/fecha. San Rafael.
- El Río Diamante, su confluencia e inundaciones. Informe, San Rafael. 28 de mayo de 2002.
- Valiosos testimonios del pasado encierra el subsuelo de Mendoza. Informes especiales. Diario Los Andes, Mendoza. 12 de octubre de 1988. Reimpreso en Boletín del ICN N.º 10, ago-sept 1988.
- Enfoques históricos. Los comienzos de la agricultura prehistórica en Mendoza. Revista SUGERENCIAS, San Rafael. Impreso incompleto, s/fecha.
- A predatory land snail invades central-western Argentina. Coautoría con: Claudio G. de Francesco. BIOL invasión;  9; 7; pp. 795-798 (Springer, 2006-12-06) 2006 (en línea) 2007 (impreso).
- Aportes para una metodología teórica de la arqueobotánica, Lagiglia, H. y Hernández, A. En: Arqueobotánica y teoría arqueológica: discusiones desde Suramérica / Sonia Archila, Marco Giovannetti y Verónica Lema, compiladores, Universidad de Los Andes, Facultad de Ciencias Sociales, Departamento de Antropología, CESO, Ediciones Uniandes, pp. 167-179, 2008.
- El reparo prehistórico de las Pinturas Rojas del Atuel. Suplemento Cultura, Diario Los Andes, Mendoza. 21 de febrero de 2009.
- El fuego y los hornillos de tierra en la prehistoria argentina. Museo de Historia Natural de San Rafael. Serie Libros N.º 7, pp. 1-80. 83 fig. San Rafael. 2006
- Otros Artículos aparecen en Listados publicados en “LAGIGLIA, In memoriam. Horacio Chiavazza. Anales de Arqueología y Etnología nº 61-62: FFyL, UNCuyo, Mendoza. 2006-07” y en archivos del C.Vitae de su computadora personal: Secuencias estratigráficas (Cronológicas y Culturales), de la dorsal del Atuel. VI Congreso Nacional de Arqueología Argentina. Actas y Memorias. Resúmenes. Jujuy. 1980.  Difractometría de la Cerámica Arqueológica Argentina. Con la colaboración de la Dra. Diana Frutos de Viola). VI Congreso Nacional de Arqueología Argentina. Actas y Memorias. Resúmenes. Jujuy. 1980.  Nuevas estaciones del Arte Rupestre del Sur del Atuel. VI Congreso Nacional de Arqueología Argentina. Actas y Memorias. Resúmenes. Jujuy. 1980 GUÍA del MUSEO de Historia Natural de San Rafael, Mendoza. s/fecha.  Escondrijo ceremonial de Concholepas concholepas. Notas del Museo de Historia Natural de San Rafael N.º 66. San Rafael. 2007.  Arqueología histórica reciente: disco antiderramador de leche encontrado en Mendoza. Notas del Museo de Historia Natural de San Rafael N.º 67. San Rafael. 2008. Los Museos y la educación. Diario Los Andes, Mendoza, 19 de abril de 2008. El hallazgo fortuito de una pieza con dos mil años de antigüedad. Diario Los Andes, Mendoza. 24 de mayo de 2008.  Memoria de un valioso hallazgo del Atuel. Diario Los Andes, Mendoza, 7 de junio de 2008.  El largo sueño de la Niña del Atuel. Diario Los Andes, Mendoza, 5 de julio de 2008.  Cementerios Prehistóricos de Mendoza. Diario Los Andes, Mendoza. 16 de agosto de 2008.  Arte rupestre del Atuel. Diario Los Andes, Mendoza. 4 de octubre de 2008.  La desaparición de un gran científico: Rodolfo M. Casamiquela. Diario San Rafael, 10 de diciembre de 2008.  Petroglifos en Los Andes, Valle Hermoso. (Participación en entrevista) Diario Página 12, 8 de septiembre de 2008.  Breve historia del Valle de Las Leñas. Suplemento Actividades del Museo, p. 4. 1990.  ECOLOGITO. Proyecto pedagógico. Presentación del proyecto. Sin fecha.  Arqueología Indígena  e  Histórica en  City  Bell. Lagiglia,  H. y  M.  Roa. 1999. Presentado en: II  Jornadas Regionales de Historia y Arqueología del siglo XIX, Guaminí, Buenos Aires.